# Banca nazionale ungherese
La Banca nazionale ungherese (in ungherese: Magyar Nemzeti Bank, MNB) è la banca centrale dell'Ungheria. L'obiettivo principale della banca è mantenere la stabilità dei prezzi. È inoltre responsabile di coniare la moneta nazionale del fiorino, controllare la circolazione di denaro contante, stabilire il tasso base della Banca centrale, pubblicare i tassi di cambio e gestire le riserve nazionali di valuta estera e oro a tassi di cambio. Controlla la politica monetaria nazionale.
La MNB mantiene un obiettivo di inflazione a medio termine del 3%. Questo è superiore al livello generalmente accettato per la stabilità dei prezzi in Europa, ciò è consentito in modo che l'Ungheria possa "aggiornare" i suoi prezzi rispetto al resto d'Europa.

## Storia
Durante la rivoluzione del 1848-1849, le funzioni della banca centrale furono assegnate dal governo rivoluzionario alla Banca commerciale ungherese Pest.
Dopo il crollo dell'Austria-Ungheria, il ruolo di una banca emittente per i territori che in precedenza erano suoi membri continuò ad essere svolto dalla Banca austro-ungarica, che era gestita congiuntamente da Austria e Ungheria. Nel 1919 iniziò la creazione di sistemi monetari nazionali.
L'11 luglio 1921, la Banca reale statale fu istituita come banca centrale nazionale, iniziando le operazioni il 1º agosto di quell'anno.
Il 24 giugno 1924 fu istituita la Banca nazionale ungherese sotto forma di società a responsabilità limitata. Nel 1947 la banca fu nazionalizzata.

## Struttura
Il governatore della Banca nazionale ungherese è nominato dal presidente della Repubblica di Ungheria su proposta del primo ministro per un mandato di 6 anni. Il gruppo decisionale più importante della banca è il Consiglio monetario. L'edificio della banca è situato in Szabadság tér (Piazza della libertà), nel centro di Budapest.
Secondo lo statuto della Banca centrale ungherese, sin dalla sua fondazione, "Il primo obiettivo di questa sarà il raggiungimento e il mantenimento della stabilità dei prezzi. Pertanto, fatto salvo il suo obiettivo primario, la MNB sosterrà la politica economica del governo con gli strumenti di politica monetaria a sua disposizione."
L'Ungheria avrebbe dovuto far parte dell'Eurozona nel 2010, e quindi il trasferimento alla Banca centrale europea della maggior parte dei poteri della MNB. Tuttavia, i principali attori della banca hanno criticato questo piano, affermando che l'austerità fiscale richiesta dalla BCE rallenterebbe la crescita economica dell'Ungheria.

## Governatori della Banca nazionale ungherese
| Governatore                                                                           | Mandato | |
| ------------------------------------------------------------------------------------- | --- | --- |
| Dr. Sándor Popovics (22 ottobre 1862 – 15 aprile 1935)                                | 24 giugno 1924 – 6 gennaio 1935 | |
| Dr. Béla Imrédy (29 dicembre 1891 – 28 febbraio 1946)                                 | 6 gennaio 1935 – 14 maggio 1938 | |
| Dr. Lipót Baranyai (7 agosto 1894 – 30 gennaio 1970)                                  | 14 maggio 1938 – 7 febbraio 1943 | |
| Dr. Gyula Pósch (29 novembre 1878 – 4 febbraio 1946)                                  | 7 febbraio 1943 – 16 ottobre 1944 | |
| László Temesváry                                                                      | 16 ottobre 1944 – dicembre 1944 | |
| Dr. imre Oltványi (20 febbraio 1893 – 13 gennaio 1963)                                | 17 aprile 1945 – 31 agosto 1945 | |
| Dr. Artúr Kárász (13 dicembre 1907 – 16 gennaio 1992)                                 | 31 agosto 1945 – 15 novembre 1945 | |
| Dr. Imre Oltványi (secondo mandato)                                                   | 15 novembre 1945 – 9 agosto 1946 | |
| Dr. Ernő Csejkey (11 settembre 1887 – 9 gennaio 1969)                                 | 9 agosto 1946 – 30 agosto 1949 | |
| ** 30 agosto 1949 – 17 aprile 1956 non è stato nominato nessun Governatore della MNB. | ** Dr. Ferenc Jeszenszky (23 settembre 1905 – 12 febbraio 1990) amministratore delegato, primo viceministro delle finanze: 30 agosto 1949 – 1º febbraio 1952 | ** János Vörös (1914 – 12 novembre 1955) amministratore delegato, primo viceministro delle finanze: 1º febbraio 1952 – 12 novembre 1955 |
| Dr. László Háy (1891 – 27 gennaio 1975)                                               | 17 aprile 1956. – 20 novembre 1956 | |
| Dénes Szántó                                                                          | 20 novembre 1956 – 30 giugno 1960 | |
| Béla Sulyok (21 novembre 1904 – 1º marzo 1977)                                        | 1º luglio 1960. – 31 ottobre 1961 | |
| Dr. Andor László sottosegretario (24 dicembre 1914 – 8 agosto 1993)                   | 1º novembre 1961 – 10 luglio 1975 | |
| Dr. Mátyás Timár sottosegretario (10 luglio 1923 – 16 febbraio 2020)                  | 10 luglio 1975 – 15 giugno 1988 | |
| Dr. Ferenc Bartha sottosegretario (6 agosto 1943 – 7 maggio 2012)                     | 15 giugno 1988. – 30 giugno 1990 | |
| Dr. György Surányi (3 gennaio 1954 – )                                                | 1º luglio 1990 – 30 novembre 1991 | |
| Dr. Péter Ákos Bod (28 luglio 1951 – )                                                | 9 dicembre 1991 – 14 dicembre 1994 | |
| Dr. György Surányi (secondo mandato)                                                  | 1º marzo 1995 – 1º marzo 2001 | |
| Dr. Zsigmond Járai (29 dicembre 1951 – )                                              | 2 marzo 2001 – 2 marzo 2007 | |
| András Simor (13 maggio 1954 – )                                                      | 3 marzo 2007 – 3 marzo 2013 | |
| György Matolcsy (18 luglio 1955 – )                                                   | 4 marzo 2013 – in carica | |